# Сент Клауд (Минесота)
Сент Клауд (енгл. St. Cloud) град је у америчкој савезној држави Минесота. Седиште је округа Стернс.

## Историја
Град је основан 1856. спајањем три насеља која су била позната као Горњи град (енгл. Upper Town), Средњи град (енгл. Middle Town) и Доњи град (енгл. Lower Town)..
Године 1868. кроз град је прошла пруга, а у исто време је почела експлоатација гранита у оближњем каменолому. Због развијених саобраћајница, Сент Клауд је до 1900. постао један од највећих градова у држави.
Град је 1869. добио универзитет, а двадесет година касније и затвор.

## Становништво
| Група             | 2000. | 2010. |
| Белци             |       |       |
| Афроамериканци    |       |       |
| Азијати           |       |       |
| Хиспаноамериканци |       |       |
| Укупно            |       |       |

Становништво Сент Клауда стално расте: 1980. у граду је било 42.566 становника, 1990. - 48.812, 2000. - 58.978 а према попису из 2010. - 65.842. становника.
| Расна група     | Број становника | Проценат |
| --------------- | --------------- | -------- |
| Белци           | 54 324          | 92%      |
| Афро-американци | 1139            | 1,9%     |
| Индијанци       | 467             | 0,8%     |
| Азијати         | 1654            | 2,8%     |
| Остали          | 1394            | 2,4%     |

## Економија
Град се налази у пољопривредном региону. У непосредној близини Сент Клауда узгаја се раж, кукуруз, соја, зоб и јечам. У граду је развијена прехрамбена индустрија, производња аутобуса, фрижидера, машина, бетона, папира итд.. Град има и аеродром.

## Градови побратими
- Шпалт

## Галерија
- Сент Клауд
- Поглед на град
- Мост
- Суд